# Disgenesia gonadal mista
Disgenesia gonadal mista é um distúrbio da diferenciação gonadal. É causa de genitália ambígua em neonatos . Em geral, os pacientes com disgenesia gonadal mista apresentam mosaicismo 45,X/46,XY com presença de uma gônada em estrias e um testículo. Podem apresentar fenótipo de Síndrome de Turner.